# Swipe

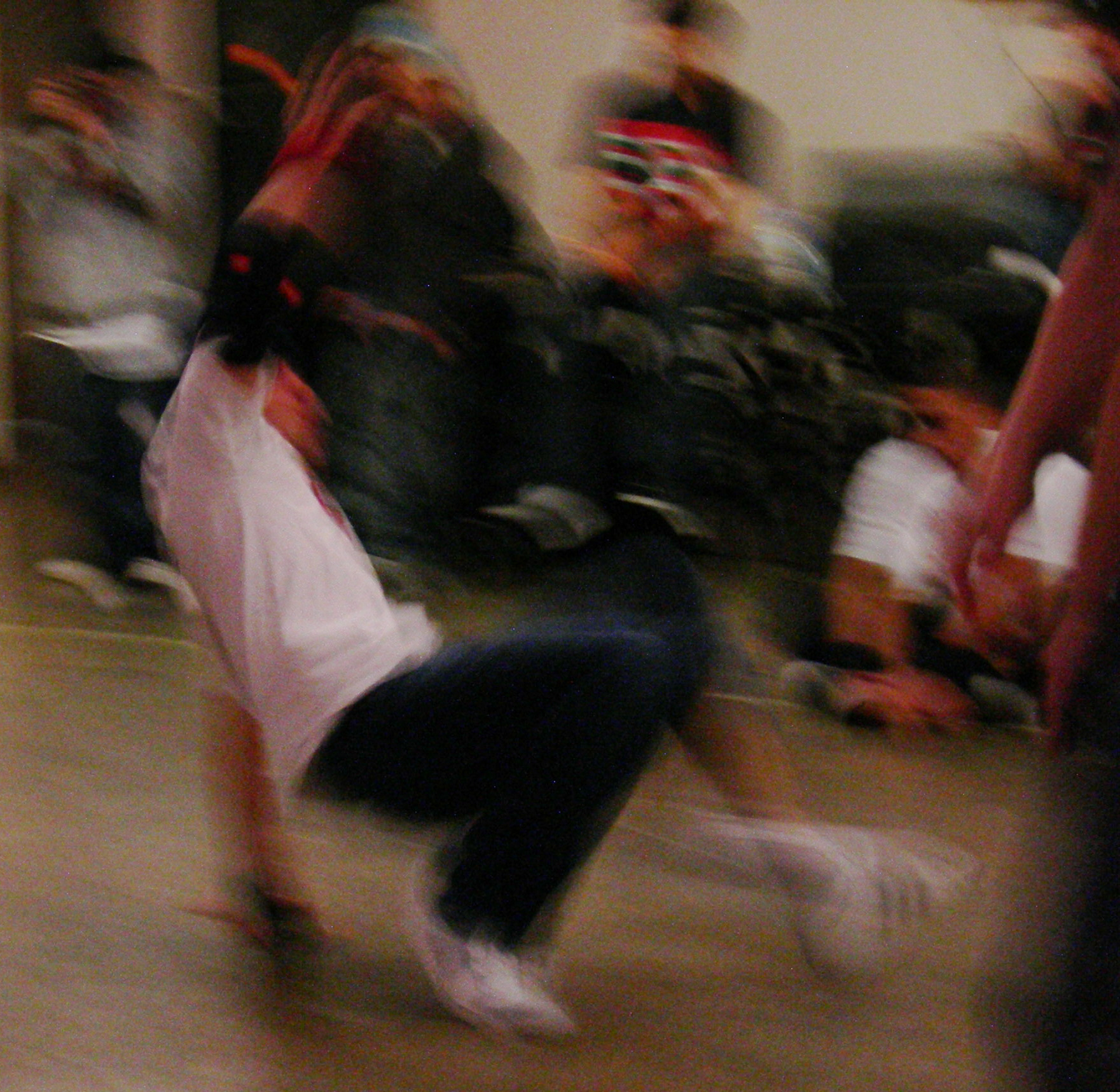
Een breakdancer bij het begin van een swipe

De swipe is een van de bekendste breakdance-powermoves.
Om deze beweging uit te voeren leunt de breaker achterover, met hand(en) en benen op de grond. Vervolgens zwaait hij een van zijn handen naar de andere zijde van zijn lichaam, plaatst die naast zijn andere hand en gooit meteen zijn beide benen in de lucht, zodat ze - dankzij momentum - de ingezette draaibeweging volgen. Na een draai van 360 graden bevindt de breaker zich weer in beginpositie.
Meestal wordt deze move een aantal keren snel achter elkaar uitgevoerd.